# Assembly (album)
Assembly – piąty album studyjny norweskiej grupy muzycznej Theatre of Tragedy. Jest ostatnim wydawnictwem zespołu z udziałem Liv Kristine Espenæs Krull.

## Lista utworów
| Nr  | Tytuł utworu      | Długość |
| --- | ----------------- | ------- |
| 1.  | „Automatic Lover” | 4:26    |
| 2.  | „Universal Race”  | 3:30    |
| 3.  | „Episode”         | 3:34    |
| 4.  | „Play”            | 3:25    |
| 5.  | „Superdrive”      | 3:48    |
| 6.  | „Let You Down”    | 2:56    |
| 7.  | „Starlit”         | 4:08    |
| 8.  | „Envision”        | 3:51    |
| 9.  | „Flickerlight”    | 3:46    |
| 10. | „Liquid Man”      | 4:16    |
| 11. | „Motion”          | 4:41    |
|     |                   | 42:21   |